# Vega-Valdavia

Mapa de la comarca

Vega-Valdavia és una comarca o subcomarca de Páramos-valles situada al nord-oest de la província de Palència, el municipi més important és Saldaña.

## Municipis
- San Andrés de la Regla
- San Llorente del Páramo
- San Martín del Valle
- Villambroz
- Villapún
- Villarrabé
- Villarrobejo
- Villota del Páramo
- Albalá de la Vega
- Barrios de la Vega
- Bustillo de la Vega
- Celadilla del Río
- Fresno del Río
- Gañinas
- Lagunilla de la Vega
- Lobera de la Vega
- Moslares de la Vega
- Pedrosa de la Vega
- Pino del Río
- Poza de la Vega
- Quintanadíez de la Vega
- Renedo de la Vega
- Saldaña
- San Martín del Obispo
- Santa Olaja de la Vega
- Santervás de la Vega
- Santillán de la Vega
- Villamoronta
- Villaluenga de la Vega
- Villarrodrigo de la Vega
- Villosilla de la Vega